# Olios isongonis
Olios isongonis là một loài nhện trong họ Sparassidae.
Loài này thuộc chi Olios. Olios isongonis được Embrik Strand miêu tả năm 1915.